# Laura Gutman
Laura Gutman (* 10. dubna 1958 Buenos Aires) je argentinská terapeutka specializovaná na mateřství.

## Životopis
Během vlády vojenské diktatury v Argentině žila v exilu v Paříži. Tam studovala na Univerzitě Paříž VIII. Zapsala si feminismus a naturopatii. Byla žákyní Françoise Dolto. V roce 1988 se vrátila zpět do Buenos Aires. Začala radit mladým matkám ohledně rodičovství. Založila školu rodičovství v Buenos Aires. Později začala psát knihy o psychologii mateřství. Vyvinula novou metodu psychoterapie nazvanou „Human Biography Building“.

### V češtině
- GUTMANOVÁ, Laura. Mateřství a setkání ženy s vlastním stínem: životní krize a emocionální revoluce. Překlad Dana Moralesová, Pavel Hroch. Praha: Maitrea, 2013. 311 s. ISBN 978-80-87249-46-8.